# Treyarch
Treyarch ist ein amerikanisches Entwicklungsstudio für Computerspiele.
Im Jahre 2005 fusionierten Treyarch und Gray Matter Interactive.

## Geschichte
Das Unternehmen wurde 1996 von Peter Akemann und Doğan Köslü, in der Nähe von Santa Monica, gegründet. Seit 2001 ist Treyarch eine Tochterfirma von Activision.
Im Jahr 2005 wurde Gray Matter Interactive mit Treyarch fusioniert, das Unternehmen firmierte weiterhin als Treyarch.
Im Rahmen der Leipziger Games Convention 2007 kündigte Activision an, dass Treyarch einer von drei Entwicklern hinter ihrem ersten James-Bond-basierten Spiel 007: Quantum of Solace sein wird. Das Spiel wurde am 31. Oktober 2008 in Europa und am 4. November 2008 in Nordamerika veröffentlicht. Vicarious Visions entwickelte die Nintendo-DS-Version und Eurocom die PlayStation-2-Version. Treyarch ist ein wichtiger Entwickler in der Call-of-Duty-Serie.
Call of Duty: Black Ops II hielt den Rekord für den größten Entertainment-Launch der Geschichte in jeglicher Form von Unterhaltung und brach den Rekord innerhalb von 24 Stunden nach seiner Veröffentlichung, bis er von Grand Theft Auto V übertroffen wurde. Die weltweiten Verkäufe des Spiels erreichten innerhalb von fünf Tagen nach seiner Veröffentlichung 650 Millionen US-Dollar. Treyarch arbeitete an der Wii-U-Version von Call of Duty: Ghosts, um sie für die Konsole zu optimieren. Nach der Veröffentlichung von Call of Duty: Black Ops 4 wurde bekannt, dass das Spiel keine Kampagne besitze, weil das Entwicklerstudio nicht rechtzeitig fertig geworden wäre. Im Mai 2019 wurde bekannt, dass es bei der Entwicklung des Nachfolgers von Call of Duty: Black Ops 4 zu einem Streit zwischen den Entwicklerstudios Raven Software und Sledgehammer Games gekommen sein soll, woraufhin Activision die Entwicklung an Treyarch übergab. Im Jahr 2020 erfolgte dadurch dann der Release von Call of Duty: Black Ops Cold War. Treyarchs jüngstes Videospiel ist Call of Duty: Black Ops 6, das am 25. Oktober 2024 veröffentlicht wurde.

## Produzierte Videospiele
| Jahr | Spiel                                | Von Treyarch für folgende Plattform(en) entwickelt                                      |
| ---- | ------------------------------------ | --------------------------------------------------------------------------------------- |
| 1998 | Olympic Hockey Nagano '98            | Nintendo 64                                                                             |
| 1998 | Die by the Sword                     | Microsoft Windows                                                                       |
| 1998 | Die by the Sword: Limb from Limb     | Microsoft Windows                                                                       |
| 1999 | Triple Play 2000                     | Microsoft Windows, Nintendo 64, PlayStation                                             |
| 2000 | Draconus: Cult of the Wyrm           | Dreamcast                                                                               |
| 2000 | Triple Play 2001                     | PlayStation                                                                             |
| 2000 | Tony Hawk’s Pro Skater               | Dreamcast                                                                               |
| 2000 | Tony Hawk’s Pro Skater 2             | Dreamcast                                                                               |
| 2001 | Triple Play Baseball                 | Microsoft Windows, PlayStation, PlayStation 2                                           |
| 2001 | Spider-Man                           | Dreamcast                                                                               |
| 2001 | Max Steel: Covert Missions           | Dreamcast                                                                               |
| 2001 | Tony Hawk’s Pro Skater 2x            | Xbox                                                                                    |
| 2002 | NHL 2K2                              | Dreamcast                                                                               |
| 2002 | Spider-Man                           | GameCube, PlayStation 2, Xbox                                                           |
| 2002 | Kelly Slater's Pro Surfer            | GameCube, PlayStation 2, Xbox                                                           |
| 2002 | NHL 2K3                              | GameCube, PlayStation 2, Xbox                                                           |
| 2002 | Minority Report: Everybody Runs      | GameCube, PlayStation 2, Xbox                                                           |
| 2004 | Spider-Man 2                         | GameCube, PlayStation 2, Xbox                                                           |
| 2005 | Ultimate Spider-Man                  | GameCube, PlayStation 2, Xbox                                                           |
| 2005 | Call of Duty 2: Big Red One          | GameCube, PlayStation 2, Xbox                                                           |
| 2006 | Call of Duty 3                       | PlayStation 2, PlayStation 3, Xbox, Xbox 360                                            |
| 2007 | Spider-Man 3                         | PlayStation 3, PlayStation Portable, Xbox 360                                           |
| 2008 | Ein Quantum Trost                    | Microsoft Windows, PlayStation 3, Xbox 360                                              |
| 2008 | Call of Duty: World at War           | Microsoft Windows, PlayStation 3, Xbox 360                                              |
| 2008 | Spider-Man: Web of Shadows           | Microsoft Windows, Nintendo DS, PlayStation 2, PlayStation 3, PlayStation Portable, Wii |
| 2009 | Call of Duty: Modern Warfare: Reflex | Wii                                                                                     |
| 2010 | Call of Duty: Black Ops              | Microsoft Windows, PlayStation 3, Wii, Xbox 360                                         |
| 2012 | Call of Duty: Black Ops II           | Microsoft Windows, PlayStation 3, Wii U, Xbox 360                                       |
| 2015 | Call of Duty: Black Ops III          | Microsoft Windows, PlayStation 4, Xbox One, PlayStation 3, Xbox 360                     |
| 2018 | Call of Duty: Black Ops 4            | Microsoft Windows, PlayStation 4, Xbox One                                              |
| 2020 | Call of Duty: Black Ops Cold War     | Microsoft Windows, PlayStation 4, PlayStation 5, Xbox One, Xbox Series X/S              |
| 2024 | Call of Duty: Black Ops 6            | Microsoft Windows, PlayStation 4, PlayStation 5, Xbox One, Xbox Series X/S              |